# Harald Wohlfahrt
Harald Wohlfahrt, né le 7 novembre 1955 à Loffenau, est un cuisinier allemand, chef du restaurant Die Schwarzwaldstube à Baiersbronn (Bade-Wurtemberg).

## Biographie
Apprenti chez Alain Chapel à Mionnay à partir de 1976, puis chez Eckart Witzigmann à Munich, il prend en charge la cuisine du restaurant Die Schwarzwaldstube, de l'hôtel Traube Tonbach de Baiersbronn, à sa création en 1977. Il y propose des plats délicats, inventifs, équilibrés, puisant à différentes cultures et différents terroirs.

## Récompenses
Il est distingué par trois étoiles au Guide Michelin depuis 1992 et obtient la note de 19,5/20 dans le Gault et Millau. Six des neuf autres chefs trois étoiles d'Allemagne ont été formés dans sa cuisine.
En 2005, il est décoré de l'Ordre du Mérite de la République fédérale d'Allemagne.